# Gornji Zamet
Gornji Zamet je mjesni odbor grada Rijeke

## Vijeće mjesnog odbora
Vijeće mjesnog odbora Gornji Zamet ima pet članova s predsjednikom Krunoslavom Kovačevićem (PGS).
Izborom predsjednika Vijeća na konstituirajućoj sjednici, održanoj 15. lipnja 2010. godine i formalno je započelo s radom Vijeće Mjesnog odbora Gornji Zamet, a na temelju Statutarne odluke o izdvajanju dijela područja Mjesnog odbora Zamet i osnivanju Mjesnog odbora Gornji Zamet.

## Vanjske poveznice
- http://www.rijeka.hr/GornjiZamet  Arhivirana inačica izvorne stranice od 2. rujna 2012. (Wayback Machine)
- Interaktivni zemljovid mjesnog odbora Gornji Zamet[neaktivna poveznica]